# Volt Records
La Volt Records è stata un'etichetta discografica statunitense come la sua società madre, Stax Records (Satellite Records), con sede principale a Memphis nello stato di Tennessee. 

## Storia
La Volt Records, fondata nel 1961, concluse il suo periodo di attività per bancarotta nel 1976.
Nel giugno del 1977 la Fantasy Records, etichetta facente parte del Concord Music Group, acquistò i diritti sul catalogo della sua società madre (Stax Records). Così nel dicembre 2006 la Concord Music Group ha annunciato la riattivazione di Stax Records.
Volt Records è meno famosa della sua società madre, Stax Records, ma in Otis Redding era la stella più grande della famiglia Stax-Volt. I 63 singoli sono stati distribuiti dalla Atlantic Records. Questo accordo terminò nel 1968 e una nuova serie Volt 4000 fu avviata a quel punto. 

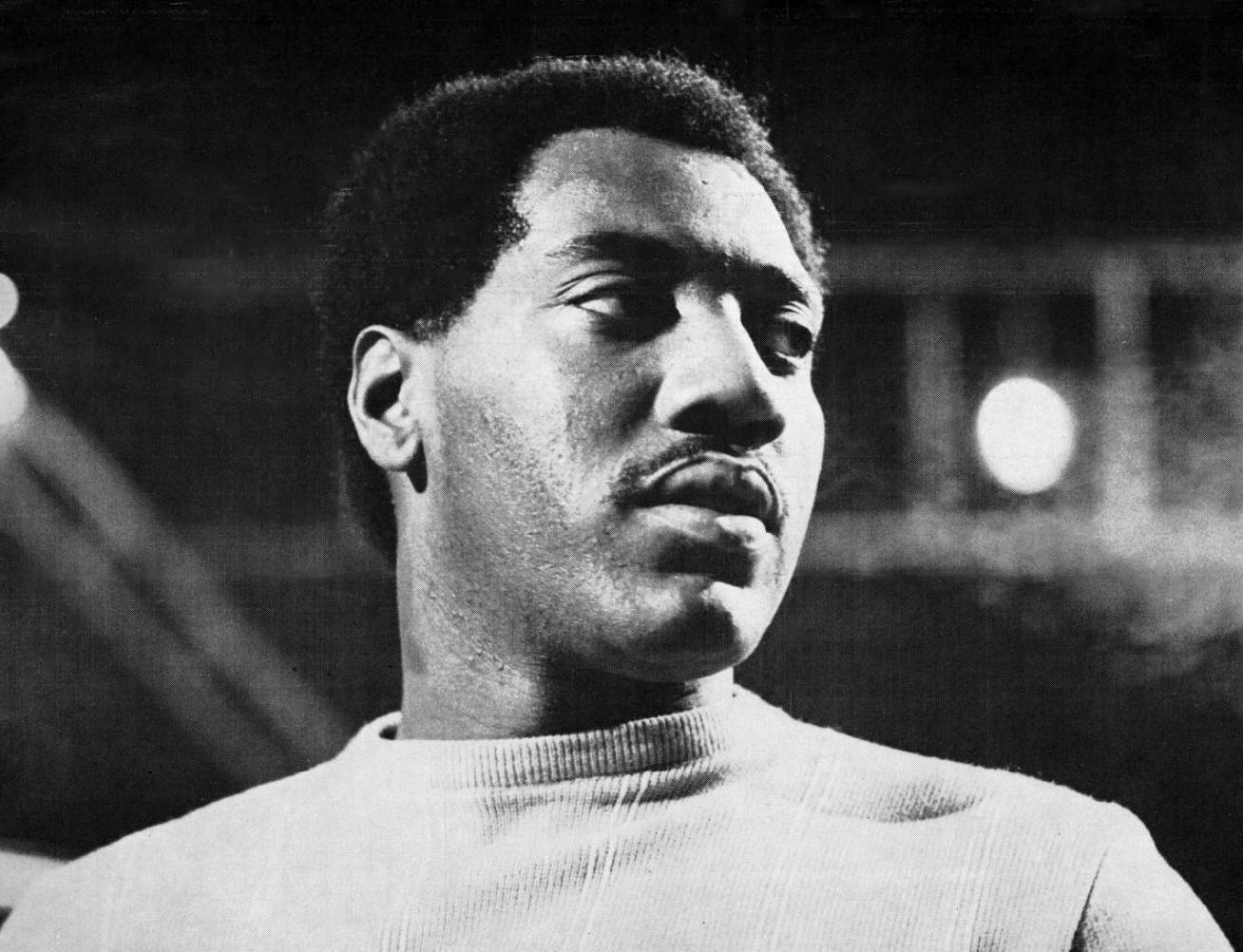
Otis Redding

Atlantic Records

## Progetto
La prima etichetta Volt era gialla con stampa nera. Sopra il foro centrale è "VOLT RECORDS" in nero, sotto il logo è un rettangolo nero con un fulmine giallo al suo interno. Nella parte inferiore dell'etichetta c'è "Distribuito da Atco Records Sales Co". Questa etichetta è stata utilizzata sulla serie 400. L'etichetta gialla senza "Distribuito da Atco Records Sales Co." a volte appare anche sulla serie 6000 fino a VOS-6017. La seconda etichetta era blu scuro con stampa nera, sul lato destro è un fulmine rosso con una "VOLT" nera con ombra bianca. Questa etichetta è stata utilizzata sulla serie 6000 almeno per VOS-6017. La terza etichetta era arancione con stampa nera, un fulmine giallo dall'alto attraverso il foro centrale, sopra il foro centrale è "VOLT" in lettere bianche. Questa etichetta è stata utilizzata da VOS-6018 fino alla fine della serie 6000 e sulla serie 9500.
La serie 400 è stata distribuita da Atlantic Records. L'intera serie 400 era disponibile sia in modalità mono che stereo (o stereo rincanalata). C'erano promozioni in etichetta bianca della serie 400, tutte in mono.